# Komplementsystemet
Komplementsystemet er et net af plasmaproteiner, der reagerer sammen i tre reaktionskaskader som en vigtig del af det uspecifikke eller medfødte immunforsvar. Komplementsystemet bidrager sammen med antistoffer og fagocytter til at fjerne indtrængende patogener og andre mikroorganismer.
Komplementsystemet er en fast del af det medfødte immunforsvar og det har ikke mulighed for at tilpasse sig, men i modsætning til det adaptive immunforsvar kan det sætte i værk med det samme over for patogener. Der er tre reaktionsveje, som kan aktivere komplementsystemet: den klassiske vej, den alternative vej og lektinvejen. De ender alle med membranangrebskomplekset, MAC, Membrane Attack Complex, som laver hul i cellemembranen på patogenerne. Undervejs vil komplementproteinerne spalte hinanden (og sig selv) og frigøre nye aktive enzymer og peptider, som får reaktionskaskaderne til at forløbe og forstærkes.
Jules Bordet modtog i 1919 Nobelprisen i medicin for sit grundlæggende arbejde med komplementsystemet.

## Komplementssystemets proteiner
Komplementsystemet består af plasmaproteiner og proteinfaktorer, som normalt er inaktive. Der er i alt over 25 forskellige proteiner, der udgør omkring 5% af globulinproteinerne i blodplasmaet.
Når komplementsystemet bliver aktiveret, vil proteaser i systemet specifikt spalte andre proteiner med nye spaltende egenskaber, samt frigøre kemotaktiske anafylatoksiner i kaskader af koblede reaktioner.
Oversigt over de vigtigste af komplementsystemets proteiner, proteinfragmenter og proteinkomplekser:
- C1-komplekset C1qr2s2 består af et molekyle C1q, to molekyler C1r og to molekyler C1s
- C1q binder til antigen-antistofkomplekser og aktiverer C1r
- C1r er en esterase der aktiverer C1s
- C1s er en serinprotease der spalter C2 og C4
- C2 spaltes af C1s og MASP2 til C2a og C2b*)
- C2a er en kemotaktisk faktor, der aktiverer fagocyterende celler
- C2b*) der er ikke enighed om nomenklaturen, tidligere kaldet C2a, en serinprotease der indgår i C3-convertase og C5-convertase
- C3 spaltes til C3a og C3b
- C3a er en kemotaktisk faktor, der aktiverer fagocyterende celler, og anafylatoxin, der frigiver histamin fra mastceller
- C3b binder til mikroorganismers overflader og danner C3bBb
- C3bBb eller C3-convertase alternativ reaktionsvej, en serinprotease, C3bBb spalter C3
- C3bBbC3b eller C5-convertase, en serinprotease der spalter C5
- C4 spaltes til C4a og C4b
- C4a anafylatoxin, der frigiver histamin fra mastceller
- C4b reagerer med antigen-antistofkomplekser og med C2b
- C4bC2b eller C3-convertase i den klassiske reaktionsvej, en serinprotease, der spalter C3
- C5 spaltes til C5a og C5b
- C5a er en kemotaktisk faktor, der aktiverer fagocyterende celler, og et anafylatoxin, der frigiver histamin fra mastceller
- C4b2b3b eller C5-convertase, en serinprotease der spalter C5
- C5b er den første del af MAC (membrane attack complex), binder til C6
- C6 er en del af MAC
- C7 er en del af MAC
- C8 er en del af MAC
- C9 er hoveddelen af MAC, idet 22 molekyler (22 monomerer, hver med fire beta-tråde) danner selve poren som en beta-barrel med 88 beta-tråde [3]
- Bb er en serinprotease der binder til C3b
- Faktor B spaltes til Ba og Bb
- Faktor D er en serinprotease der spalter Faktor B
- Faktor P eller properdin aktiverer den alternative reaktionsvej
- Ficollin er lectiner med specificitet for N-acetylglucosamin, sialinsyre, lipoteichoinsyre eller 1,3-β-d-glucaner, der er overflademarkører på bakterier, virus, protozoer og svampe. Tre typer kendes: L-ficolin (ficolin-2), H-ficolin (ficolin-3), and M-ficolin (ficolin-1)[4]
- MAC = Membrane Attack Complex, det terminale membranangrebskompleks, hvor den molekylære pore opbygges af C5b, C6, C7, C8 og C9 (se billedet)
- MASP1 mannan-binding lectin-associated serine protease-1, binder til MBL og Ficollin og spalter C2
- MAPS2 mannan-binding lectin-associated serine protease-2, binder til MBL og Ficollin og spalter C2
- MBL mannose-binding lectin eller mannan-binding lectin eller mannan-binding protein (MBP) binder til kulhydrat på overfladen af bakterier, virus, protozoer og svampe

## Komplementsystemets membranangrebskompleks
Membranangrebskomplekset MAC uskadeliggør indtrængende patogener ved at lave hul i cellemembranen. Resultatet af komplementkaskaderne er at fem forskellige typer proteinmolekyler reagerer sammen og danner membranangrebskomplekset: C5, C6, C7, C8 og C9.
C6 har affinitet til membranen som et membranprotein og kan indlejre C7, C8 og C9 i membranen. Poren i membranen opbygges af 10 til 16 molekyler C9 og danner en fri passage mellem det indre og ydre af cellen. Hvis der dannes nok porer i membranen, kan bakterien ikke overleve.